# (85199) Habsburg
(85199) Habsburg est un astéroïde de la ceinture principale.

## Description
(85199) Habsburg est un astéroïde de la ceinture principale. Il fut découvert le 3 octobre 1991 à Tautenburg par Freimut Börngen et Lutz Dieter Schmadel. Il présente une orbite caractérisée par un demi-grand axe de 2,21 UA, une excentricité de 0,11 et une inclinaison de 5,4° par rapport à l'écliptique.

## Compléments